# Development girl
Development girl или D-girl је погрдни холивудски сленг израз за неутицајне чланове особља на почетним нивоима у компанији за продукцију филмова. Одговорности укључују проналажење и идентификацију идеја за причу вредне адаптације у сценарио и писање покривености сценарија за сценарије достављене продукцијској компанији. Назив радног места је родно неутралан — према Los Angeles Times, отприлике четвртина особа које ословљавају као D-girl су мушкарци.